# ROMANTIC CINEMATIC
『ROMANTIC CINEMATIC』（ロマンティック シネマティック）は、1984年にリリースされた来生たかおの10枚目のオリジナルアルバム（LP〈規格品番：28MS-0065〉／CT〈規格品番：28CS-0065〉／CD〈規格品番：3133-17〉）である。

## 概要
※原則的に、来生たかおは“来生”に省略、来生えつこは“来生えつこ”と表記。
来生自身がプロデュースを行っており、歌詞は往年の映画作品をイメージして書かれている。アナログ・レコーディングによる最後のアルバムで、CDは同年9月1日にリリースされている。
参加ミュージシャンとして記されてはいないが、山下達郎がギターで参加しているらしい。

## 復刻盤
- 1991年4月25日：CD（規格品番：KTCR-1054）
- 1995年7月21日：歌手デビュー20周年に際し、CD選書Q盤として高城賢によるデジタルリマスター化（規格品番：KTCR-1565）。
- 2007年3月21日：オリジナル・アルバム、企画アルバムを集めた21枚組CD-BOX『来生たかお大全集』（ユニバーサルミュージック／規格品番：UPCY-6355/75）に1995年版を収録（規格品番：UPCY-6364）。

## パッケージの体裁

### アルバムタイトル
※初出のジャケット表記“ROMANTIC CINEMATIC”以外のもの
ケースの側面部
- LP：“ROMANTIC、CINEMATIC”
- CT：“ロマンティック、シネマティック”
- オリジナル版CD：“ロマンティック、シネマティック”“ROMANTIC、CINEMATIC”の併用
- 1991年版CD：“ロマンティック、シネマティック”“ROMANTIC CINEMATIC”の併用

帯
- LP・オリジナル版CD・1991年版CD：“ロマンティック、シネマティック”

なお、各種ディスコグラフィーによっても表記は片仮名やアルファベットになっている。

### ディスクジャケット
- オリジナル版CD：ジュエルケースに2つ折りのカード（及び、歌詞カード）を挿入
- 1991年版CD：ジュエルケースに2つ折りのカード（及び、オリジナル版CDのものを基調とした歌詞カード）を挿入
- 1995年版CD：ジュエルケースに2つ折りのカード（及び、LP版のものを基調とした歌詞カード、既出オリジナル・アルバムのディスコグラフィー）を挿入
- 2007年版CD：ジュエルケースに2つ折りのカード（及び、LP版のものを基調とした歌詞カード）を挿入（及び厚紙製ケース付き）

### 帯のコピー
- LP：君の瞳に、乾杯。来生たかおのシネマコレクション
- オリジナル版CD：君の瞳に、乾杯。来生たかおのシネマコレクション（帯はジャケットとの一体型仕様）
- 1991年版CD：記載なし
- 1995年版CD：シネマ、ミュージカル等のタイトル・イメージをモチーフに10編の新たなストーリーが綴る、来生たかお10thアルバム。（“20th anniversary”の記載あり）

## 収録曲
LP版・CT版（CD版は省略）
※各曲の収録時間はLPに記載がないためCDに準拠

### SIDE 1
1. 裸足で散歩（3：46）
  - 作詞：来生えつこ ／ 作曲：来生たかお ／ 編曲：椎名和夫
  - タイトルと歌詞を改変した「日曜はダメ」が、小堺一機のアルバム『The Nextdoor Boy』（1986年8月21日リリース）に収録されている。リリース日は本曲の後だが、位置付けはカヴァー曲ではなく提供曲である。
2. ローマン・ホリディ（4：07）
  - 作詞：来生えつこ ／ 作曲：来生たかお ／ 編曲：椎名和夫
  - 英語によるコーラスワークの部分も来生自身によって創作されたらしい。
3. いつか月夜で（4：34）
  - 作詞：来生えつこ ／ 作曲：来生たかお ／ 編曲：椎名和夫
  - 数少ない歌詞が先に作られていた楽曲の一つである[1]。
4. いつも永遠の夏じゃなく（4：03）
  - 作詞：来生えつこ ／ 作曲：来生たかお ／ 編曲：椎名和夫
5. 予期せぬ出来事（4：44）
  - 作詞：来生えつこ ／ 作曲：来生たかお ／ 編曲：椎名和夫

### SIDE 2
1. そっとMIDNIGHT（4：26）
  - 作詞：来生えつこ ／ 作曲：来生たかお ／ 編曲：椎名和夫
  - 第16弾オリジナル・シングル（1984年7月10日リリース）。
2. 見知らぬ他人（4：26）
  - 作詞：来生えつこ ／ 作曲：来生たかお ／ 編曲：椎名和夫
3. 幸福（3：46）
  - 作詞：来生えつこ ／ 作曲：来生たかお ／ 編曲：椎名和夫
4. 夏のスクリーン（3：37）
  - 作詞：来生えつこ ／ 作曲：来生たかお ／ 編曲：椎名和夫
5. これから始まる物語（6：09）
  - 作詞：来生えつこ ／ 作曲：来生たかお ／ 編曲：椎名和夫 ／ コーラスアレンジ：楠瀬誠志郎

## 参加ミュージシャン
- Keyboards：難波弘之、松田真人、中村哲、中西康晴、野力奏一
- Electric Guitar：椎名和夫
- Acoustic Guitar：安田裕美
- Electric Bass：伊藤広規、岡沢茂
- Drums：青山純
- Latin Percussions：ペッカー、斉藤ノブ、菅原由紀
- Chorus：山川恵津子、鳴海寛、椎名和夫、比山清、楠瀬誠志郎
- Synthesizer Programming：浦田恵司
- Brass Section：数原晋、新井英治、ジェイク H. コンセプション
- Strings：ジョー・アンサンブル

※楽曲ごとの表記なし

## 参加スタッフ
- Executive Producer：多賀英典
- Producer：来生たかお
- Sound Producer：椎名和夫、来生たかお
- Director：本間一泰
- Recording and Mixdown Engineer：清水高志（KRS）
- Assistant Engineers：脇田貞二、H.Inoue、飛澤正人
- Art Direction, Design and Photographs：田島照久
- Production Management：Kitty Artists Inc.
- Artist Relation：中野薫、柴田幹夫
- Superviser：石谷仁、Yasuo Kawase
- Digital Mastering Engineer：前田欣一郎
- Special Thanks To Emiko Tamura for Smile Company Inc.、Asako Kurosawa